# Marialite
La marialite è un minerale.

## Origine e giacitura
La marialite ha origine nei proietti calcarei più o meno metamorfosati, essendo una rara varietà di scapolite.
Piccole quantità di marialite si possono rinvenire nella zona di Soccavo e Pianura (Napoli), ma anche nei proietti del Vesuvio.